# Aeroportul Mossendjo
Aeroportul Mossendjo (IATA: MSX, ICAO: FCMM) este un aeroport din Republica Congo ce deservește zona Mossendjo. A fost numit după zona deservită.
Situat la o altitudine de 463 m, aeroportul dispune de o singură pistă.